# Saison 2019-2020 de l'AJ Auxerre
Maillots
Dernière mise à jour : 9 avril 2020.
Chronologie
Saison précédente Saison suivante
L'AJ Auxerre joue lors de la saison 2019-2020, sa huitième saison consécutive en deuxième division. Francis Graille commence sa troisième saison en tant que président du club et Jean-Marc Furlan sa première en tant d'entraîneur.

## Avant-saison
L'AJ Auxerre reprend le chemin de l'entraînement le 19 juin 2019. Durant l'avant-saison, le club effectue un stage en Alsace, à Munster, du 22 juin 2019 au 29 juin 2019.

### Matchs amicaux
Le club dispute six matchs amicaux dans le cadre de la préparation de la saison 2019-2020. L'AJ Auxerre défie un club de Jupiler Pro League (Cercle Bruges), un club de Ligue 1 (Dijon FCO), trois clubs de National 1 (FC Villefranche Beaujolais, FBBP 01 et US Créteil-Lusitanos) et une sélection régionale haut-rhinoise.
Détail des matchs
| 1er match                         | Sélection régionale haut-rhinoise | 0 - 11  | AJ Auxerre                                                                                            |                          |                          |
| Samedi 29 juin 2019 16:00 (UTC+2) |                                   | (0 - 6) | 16e 40e 41e Barreto · 29e Dugimont · 35e 44e Sakhi · 54e Youssouf · 61e 70e Sinayoko · 80e 88e Merdji | Stade du Leymel, Munster | Stade du Leymel, Munster |
| Samedi 29 juin 2019 16:00 (UTC+2) | Rapport YR                        |         | | Stade du Leymel, Munster | Stade du Leymel, Munster |

| 2e match                              | AJ Auxerre                                     | 5 - 1   | FC Villefranche Beaujolais |                             |                             |
| Mercredi 3 juillet 2019 18:00 (UTC+2) | Merdji 7e 30e · Dugimont 9e 45e · Sinayoko 84e | (4 - 0) | 88e Dadoune                | Stade Léon Laurent, Avallon | Stade Léon Laurent, Avallon |
| Mercredi 3 juillet 2019 18:00 (UTC+2) | Rapport YR                                     |         |                            | Stade Léon Laurent, Avallon | Stade Léon Laurent, Avallon |

| 3e match                            | AJ Auxerre               | 2 - 1   | FBBP 01  |                             |                             |
| Samedi 6 juillet 2019 18:00 (UTC+2) | Sakhi 35e · Sinayoko 53e | (1 - 0) | 50e Lemb | Stade Léon Laurent, Avallon | Stade Léon Laurent, Avallon |
| Samedi 6 juillet 2019 18:00 (UTC+2) | Rapport YR               |         |          | Stade Léon Laurent, Avallon | Stade Léon Laurent, Avallon |

| 4e match                           | US Créteil-Lusitanos | 1 - 2   | AJ Auxerre                     |                                                |                                                |
| Mardi 9 juillet 2019 17:00 (UTC+2) | Soaré 60e            | (0 - 2) | 4e Barreto · 38e (pen.) Merdji | Annexe du stade Dominique-Duvauchelle, Créteil | Annexe du stade Dominique-Duvauchelle, Créteil |

| 5e match                             | AJ Auxerre | 1 - 2   | Dijon FCO     |                          |                          |
| Samedi 13 juillet 2019 17:00 (UTC+2) | Sakhi 43e  | (1 - 1) | 10e 81e Keita | Stade Robert-Bobin, Dole | Stade Robert-Bobin, Dole |
| Samedi 13 juillet 2019 17:00 (UTC+2) | Rapport YR |         |               | Stade Robert-Bobin, Dole | Stade Robert-Bobin, Dole |

| 6e match                               | AJ Auxerre | 1 - 0   | Cercle Bruges |                                                                                           |                                                                                           |
| Vendredi 19 juillet 2019 18:30 (UTC+2) | Sakhi 61e  | (0 - 0) |               | Stade de l'Abbé-Deschamps, Auxerre Spectateurs : 1 840 Arbitrage : Alexandre Perreau-Niel | Stade de l'Abbé-Deschamps, Auxerre Spectateurs : 1 840 Arbitrage : Alexandre Perreau-Niel |

Lors de la trêve de septembre, l'AJ Auxerre joue un match amical contre le Paris FC sans ses internationaux.
Un autre amical a lieu pendant la trêve d'octobre contre Andrézieux-Bouthéon FC, pensionnaire de National 2.
Deux suivants ont lieu en janvier au moment de la Coupe de France, où l'AJ Auxerre est éliminé. Le premier contre l'US Orléans dans un format un peu particulier de 3 périodes de 35 minutes puis le second contre US Créteil-Lusitanos, membre de National 1.
| Septembre 2019                          | AJ Auxerre | 1 - 1   | Paris FC |                                    |                                    |
| Vendredi 6 septembre 2019 16:00 (UTC+2) | Arcus 72e  | (0 - 0) | 59e Sarr | Stade de l'Abbé-Deschamps, Auxerre | Stade de l'Abbé-Deschamps, Auxerre |
| Vendredi 6 septembre 2019 16:00 (UTC+2) | Rapport    |         |          | Stade de l'Abbé-Deschamps, Auxerre | Stade de l'Abbé-Deschamps, Auxerre |

| Octobre 2019                           | AJ Auxerre | 0 - 2   | Andrézieux-Bouthéon FC  |                                    |                                    |
| Vendredi 11 octobre 2019 17:00 (UTC+2) |            | (0 - 0) | 54e Bojang · 57e Robert | Stade de l'Abbé-Deschamps, Auxerre | Stade de l'Abbé-Deschamps, Auxerre |
| Vendredi 11 octobre 2019 17:00 (UTC+2) | Rapport YR |         |                         | Stade de l'Abbé-Deschamps, Auxerre | Stade de l'Abbé-Deschamps, Auxerre |

| Janvier 2020 (1)                      | US Orléans                        | 2 - 1 | AJ Auxerre   |                                                 |                                                 |
| Vendredi 3 janvier 2020 17:00 (UTC+1) | Perrin 29e · Scheidler 42e (pen.) |       | 70e Dugimont | Stade de la Source, Orléans Arbitrage : M. Kani | Stade de la Source, Orléans Arbitrage : M. Kani |
| Vendredi 3 janvier 2020 17:00 (UTC+1) | Rapport                           |       |              | Stade de la Source, Orléans Arbitrage : M. Kani | Stade de la Source, Orléans Arbitrage : M. Kani |

| Janvier 2020 (2)                       | AJ Auxerre | 0 - 1   | US Créteil-Lusitanos |                               |                               |
| Vendredi 17 janvier 2020 14:30 (UTC+1) |            | (0 - 1) | 45e Dogo             | Stade Lucien-Masson, Migennes | Stade Lucien-Masson, Migennes |
| Vendredi 17 janvier 2020 14:30 (UTC+1) | Rapport    |         |                      | Stade Lucien-Masson, Migennes | Stade Lucien-Masson, Migennes |

## Transferts

### Mercato d'été
Ce tableau regroupe l'ensemble des transferts réalisés lors du mercato estival.
mise à jour: 9 avril 2020
| Type    | Poste             | Nom                         | Âge | Nat.                     | Transfert           | Durée | Indemnité | Date          | Provenance/Destination           |
| ------- | ----------------- | --------------------------- | --- | ------------------------ | ------------------- | ----- | --------- | ------------- | -------------------------------- |
| Départ  | Défenseur         | Mickaël Tacalfred           | 38  | Drapeau de la France     | Fin de contrat      |       |           | Mercato d'été | AS Béziers (National 1)          |
| Départ  | Défenseur         | Issa Samba                  | 21  | Drapeau de la Mauritanie | Fin de contrat      |       |           | Mercato d'été | AC Gozzano (Serie C)             |
| Départ  | Milieu de terrain | Julien Féret                | 36  | Drapeau de la France     | Fin de contrat      |       |           | Mercato d'été | Fin de carrière                  |
| Départ  | Attaquant         | Billy Ketkeophomphone       | 29  | Drapeau de la France     | Fin de contrat      |       |           | Mercato d'été | SO Cholet (National 1)           |
| Départ  | Milieu de terrain | Daniel Mancini              | 22  | Drapeau de l'Argentine   | Fin de prêt         |       |           | Mercato d'été | Girondins de Bordeaux (Ligue 1)  |
| Départ  | Attaquant         | Nathan Bizet                | 22  | Drapeau de la France     | Transfert           |       |           | Mercato d'été | USL Dunkerque (National 1)       |
| Départ  | Milieu de terrain | Loïc Goujon                 | 23  | Drapeau de la France     | Fin de contrat      |       |           | Mercato d'été | Red Star FC (National 1)         |
| Départ  | Milieu de terrain | Romain Philippoteaux        | 31  | Drapeau de la France     | Transfert           |       |           | Mercato d'été | Nîmes Olympique (Ligue 1)        |
| Départ  | Attaquant         | Romain Montiel              | 24  | Drapeau de la France     | Transfert           |       |           | Mercato d'été | AS Béziers (National 1)          |
| Départ  | Attaquant         | François-Xavier Fumu Tamuzo | 24  | Drapeau de la France     | Transfert           |       |           | Mercato d'été | AS Béziers (National 1)          |
| Départ  | Milieu de terrain | Lamine Fomba                | 21  | Drapeau de la France     | Transfert           |       |           | Mercato d'été | Nîmes Olympique (Ligue 1)        |
| Arrivée | Gardien de but    | Zacharie Boucher            | 27  | Drapeau de la France     | Fin de prêt         |       |           | Mercato d'été | Angers SCO (Ligue 1)             |
| Arrivée | Milieu de terrain | Hamza Sakhi                 | 23  | Drapeau du Maroc         | Fin de prêt         |       |           | Mercato d'été | FC Sochaux-Montbéliard (Ligue 2) |
| Arrivée | Attaquant         | François-Xavier Fumu Tamuzo | 24  | Drapeau de la France     | Fin de prêt         |       |           | Mercato d'été | US Quevilly-Rouen (National 1)   |
| Arrivée | Attaquant         | Romain Montiel              | 24  | Drapeau de la France     | Fin de prêt         |       |           | Mercato d'été | Le Mans FC (National 1)          |
| Arrivée | Défenseur         | Quentin Bernard             | 29  | Drapeau de la France     | Joueur libre        |       |           | Mercato d'été | Stade brestois 29 (Ligue 2)      |
| Arrivée | Milieu de terrain | Alexandre Coeff             | 27  | Drapeau de la France     | Joueur libre        |       |           | Mercato d'été | Gazélec FC Ajaccio (Ligue 2)     |
| Arrivée | Milieu de terrain | Samir Chergui               | 20  | Drapeau de la France     | Premier contrat pro |       |           | Mercato d'été | AJ Auxerre rés. (National 3)     |
| Arrivée | Défenseur         | Serge-Philippe Raux-Yao     | 20  | Drapeau de la France     | Premier contrat pro |       |           | Mercato d'été | AJ Auxerre rés. (National 3)     |
| Arrivée | Milieu de terrain | Ousoumane Camara            | 20  | Drapeau de la France     | Premier contrat pro |       |           | Mercato d'été | AJ Auxerre rés. (National 3)     |
| Arrivée | Attaquant         | Lassine Sinayoko            | 19  | Drapeau de la France     | Premier contrat pro |       |           | Mercato d'été | AJ Auxerre rés. (National 3)     |
| Arrivée | Attaquant         | Dejan Sorgić                | 29  | Drapeau de la Croatie    | Transfert           |       |           | Mercato d'été | FC Thoune (Super League)         |
| Arrivée | Milieu de terrain | Aly Ndom                    | 23  | Drapeau de la France     | Transfert           |       |           | Mercato d'été | Stade de Reims (Ligue 1)         |
| Arrivée | Milieu de terrain | Axel Ngando                 | 26  | Drapeau de la France     | Transfert           |       |           | Mercato d'été | Göztepe SK (Süper Lig)           |
| Arrivée | Attaquant         | Mickaël Le Bihan            | 29  | Drapeau de la France     | Transfert           |       |           | Mercato d'été | OGC Nice (Ligue 1)               |
| Arrivée | Milieu de terrain | Eddy Sylvestre              | 20  | Drapeau de la France     | Prêt                |       |           | Mercato d'été | OGC Nice (Ligue 1)               |
| Type    | Poste             | Nom                         | Âge | Nat.                     | Transfert           | Durée | Indemnité | Date          | Provenance/Destination           |

Âge = âge au moment du transfert; Nat. = nationalité; Date = date ou période du transfert ( = mercato d'été;  = mercato d'hiver)
ArrivéeDépart

### Mercato d'hiver
Ce tableau regroupe l'ensemble des transferts réalisés lors du mercato hivernal.
mise à jour: 9 avril 2020
| Type    | Poste     | Nom               | Âge | Nat.                 | Transfert           | Durée | Indemnité | Date            | Provenance/Destination          |
| ------- | --------- | ----------------- | --- | -------------------- | ------------------- | ----- | --------- | --------------- | ------------------------------- |
| Départ  | Attaquant | Yanis Merdji      | 26  | Drapeau de l'Algérie | Prêt                |       |           | Mercato d'hiver | Le Mans FC (Ligue 2)            |
| Départ  | Défenseur | Harisson Marcelin | 19  | Drapeau de la France | Transfert           |       |           | Mercato d'hiver | AS Monaco (Ligue 1)             |
| Arrivée | Attaquant | Ryan Ponti        | 21  | Drapeau de la France | Premier contrat pro |       |           | Mercato d'hiver | JS Saint-Pierroise (Régional 1) |
| Type    | Poste     | Nom               | Âge | Nat.                 | Transfert           | Durée | Indemnité | Date            | Provenance/Destination          |

Âge = âge au moment du transfert; Nat. = nationalité; Date = date ou période du transfert ( = mercato d'été;  = mercato d'hiver)
ArrivéeDépart

## Effectif de la saison 2019-2020
Âge au 15 mars 2020, date de l'arrêt du championnat.

## Compétition

### Ligue 2

#### Résultats

##### Juillet 2019
| 1re journée                            | Rodez AF               | 2 - 0   | AJ Auxerre                 | | |
| Vendredi 26 juillet 2019 20:00 (UTC+2) | Bonnet 1re · Henry 19e | (2 - 0) |                            | Stadium de Toulouse, Toulouse Spectateurs : 2 727 Diffuseur : beIN Sports 1 (multiplex) et beIN Sports max 9 Vidéo du match Arbitrage : Bastien Dechepy | Stadium de Toulouse, Toulouse Spectateurs : 2 727 Diffuseur : beIN Sports 1 (multiplex) et beIN Sports max 9 Vidéo du match Arbitrage : Bastien Dechepy |
| Vendredi 26 juillet 2019 20:00 (UTC+2) | Sané 40e               | Rapport | 74e Souprayen · 75e Michel | Stadium de Toulouse, Toulouse Spectateurs : 2 727 Diffuseur : beIN Sports 1 (multiplex) et beIN Sports max 9 Vidéo du match Arbitrage : Bastien Dechepy | Stadium de Toulouse, Toulouse Spectateurs : 2 727 Diffuseur : beIN Sports 1 (multiplex) et beIN Sports max 9 Vidéo du match Arbitrage : Bastien Dechepy |

##### Août 2019
| 2e journée                         | AJ Auxerre     | 2 - 0   | Le Mans FC               | | |
| Vendredi 2 août 2019 20:00 (UTC+2) | Merdji 74e 82e | (0 - 0) |                          | Stade de l'Abbé-Deschamps, Auxerre Spectateurs : 7 430 Diffuseur : beIN Sports 1 (multiplex) et beIN Sports max 4 Vidéo du match Arbitrage : Cédric Dos Santos | Stade de l'Abbé-Deschamps, Auxerre Spectateurs : 7 430 Diffuseur : beIN Sports 1 (multiplex) et beIN Sports max 4 Vidéo du match Arbitrage : Cédric Dos Santos |
| Vendredi 2 août 2019 20:00 (UTC+2) | Bellugou 57e   | Rapport | 53e Ebosse · 71e Confais | Stade de l'Abbé-Deschamps, Auxerre Spectateurs : 7 430 Diffuseur : beIN Sports 1 (multiplex) et beIN Sports max 4 Vidéo du match Arbitrage : Cédric Dos Santos | Stade de l'Abbé-Deschamps, Auxerre Spectateurs : 7 430 Diffuseur : beIN Sports 1 (multiplex) et beIN Sports max 4 Vidéo du match Arbitrage : Cédric Dos Santos |

| 3e journée                         | FC Sochaux-Montbéliard | 1 - 0   | AJ Auxerre | | |
| Vendredi 9 août 2019 20:00 (UTC+2) | Ourega 51e             | (0 - 0) |            | Stade Auguste-Bonal, Montbéliard Spectateurs : 7 268 Diffuseur : beIN Sports 1 (multiplex) et beIN Sports max 10 Vidéo du match Arbitrage : Gaël Angoula | Stade Auguste-Bonal, Montbéliard Spectateurs : 7 268 Diffuseur : beIN Sports 1 (multiplex) et beIN Sports max 10 Vidéo du match Arbitrage : Gaël Angoula |
| Vendredi 9 août 2019 20:00 (UTC+2) | Rapport                |         |            | Stade Auguste-Bonal, Montbéliard Spectateurs : 7 268 Diffuseur : beIN Sports 1 (multiplex) et beIN Sports max 10 Vidéo du match Arbitrage : Gaël Angoula | Stade Auguste-Bonal, Montbéliard Spectateurs : 7 268 Diffuseur : beIN Sports 1 (multiplex) et beIN Sports max 10 Vidéo du match Arbitrage : Gaël Angoula |

| 4e journée                       | AJ Auxerre                       | 2 - 2   | EA Guingamp                    | | |
| Lundi 19 août 2019 20:45 (UTC+2) | Merdji 56e · Dugimont 83e (pen.) | (0 - 2) | 18e Ngbakoto · 32e Lucas Deaux | Stade de l'Abbé-Deschamps, Auxerre Spectateurs : 7 077 Diffuseur : Canal+ Sport Vidéo du match Arbitrage : Jérémy Stinat | Stade de l'Abbé-Deschamps, Auxerre Spectateurs : 7 077 Diffuseur : Canal+ Sport Vidéo du match Arbitrage : Jérémy Stinat |
| Lundi 19 août 2019 20:45 (UTC+2) | Rapport                          |         |                                | Stade de l'Abbé-Deschamps, Auxerre Spectateurs : 7 077 Diffuseur : Canal+ Sport Vidéo du match Arbitrage : Jérémy Stinat | Stade de l'Abbé-Deschamps, Auxerre Spectateurs : 7 077 Diffuseur : Canal+ Sport Vidéo du match Arbitrage : Jérémy Stinat |

| 5e journée                          | Clermont Foot    | 1 - 1   | AJ Auxerre | | |
| Vendredi 23 août 2019 20:00 (UTC+2) | Grbic 21e (pen.) | (1 - 0) | 75e Merdji | Stade Gabriel-Montpied, Clermont-Ferrand Spectateurs : 4 100 Diffuseur : beIN Sports 1 (multiplex) et beIN Sports max 6 Vidéo du match Arbitrage : Bastien Dechepy | Stade Gabriel-Montpied, Clermont-Ferrand Spectateurs : 4 100 Diffuseur : beIN Sports 1 (multiplex) et beIN Sports max 6 Vidéo du match Arbitrage : Bastien Dechepy |
| Vendredi 23 août 2019 20:00 (UTC+2) | Rapport          |         |            | Stade Gabriel-Montpied, Clermont-Ferrand Spectateurs : 4 100 Diffuseur : beIN Sports 1 (multiplex) et beIN Sports max 6 Vidéo du match Arbitrage : Bastien Dechepy | Stade Gabriel-Montpied, Clermont-Ferrand Spectateurs : 4 100 Diffuseur : beIN Sports 1 (multiplex) et beIN Sports max 6 Vidéo du match Arbitrage : Bastien Dechepy |

| 6e journée                          | AJ Auxerre                                   | 3 - 1   | AC Ajaccio    | | |
| Vendredi 30 août 2019 20:00 (UTC+2) | Dugimont 58e (pen.) · Sakhi 60e · Sorgić 69e | (0 - 0) | 90e Coutadeur | Stade de l'Abbé-Deschamps, Auxerre Spectateurs : 5 583 Diffuseur : beIN Sports 1 (multiplex) et beIN Sports max 6 Vidéo du match Arbitrage : Sylvain Palhies | Stade de l'Abbé-Deschamps, Auxerre Spectateurs : 5 583 Diffuseur : beIN Sports 1 (multiplex) et beIN Sports max 6 Vidéo du match Arbitrage : Sylvain Palhies |
| Vendredi 30 août 2019 20:00 (UTC+2) | Rapport                                      |         |               | Stade de l'Abbé-Deschamps, Auxerre Spectateurs : 5 583 Diffuseur : beIN Sports 1 (multiplex) et beIN Sports max 6 Vidéo du match Arbitrage : Sylvain Palhies | Stade de l'Abbé-Deschamps, Auxerre Spectateurs : 5 583 Diffuseur : beIN Sports 1 (multiplex) et beIN Sports max 6 Vidéo du match Arbitrage : Sylvain Palhies |

##### Septembre 2019
| 7e journée                       | FC Chambly Oise | 1 - 4   | AJ Auxerre                                                 | | |
| Vendredi 13 septembre 2019 20:00 | Guezoui 79e     | (0 - 0) | 59e Sylvestre · 74e Le Bihan · 88e Dugimont · 90+3e Ngando | Stade Pierre-Brisson, Beauvais Spectateurs : 3 627 Diffuseur : beIN Sports 2 (multiplex) et beIN Sports max 6 Vidéo du match Arbitrage : Benjamin Lepaysant | Stade Pierre-Brisson, Beauvais Spectateurs : 3 627 Diffuseur : beIN Sports 2 (multiplex) et beIN Sports max 6 Vidéo du match Arbitrage : Benjamin Lepaysant |
| Vendredi 13 septembre 2019 20:00 | Rapport         |         |                                                            | Stade Pierre-Brisson, Beauvais Spectateurs : 3 627 Diffuseur : beIN Sports 2 (multiplex) et beIN Sports max 6 Vidéo du match Arbitrage : Benjamin Lepaysant | Stade Pierre-Brisson, Beauvais Spectateurs : 3 627 Diffuseur : beIN Sports 2 (multiplex) et beIN Sports max 6 Vidéo du match Arbitrage : Benjamin Lepaysant |

| 8e journée                       | AJ Auxerre  | 1 - 2   | ESTAC Troyes             | | |
| Vendredi 20 septembre 2019 20:00 | Yattara 24e | (1 - 1) | 4e Tardieu · 90+2e Bédia | Stade de l'Abbé-Deschamps, Auxerre Spectateurs : 10 054 Diffuseur : beIN Sports 1 (multiplex) et beIN Sports 2 Vidéo du match Arbitrage : Stéphanie Frappart | Stade de l'Abbé-Deschamps, Auxerre Spectateurs : 10 054 Diffuseur : beIN Sports 1 (multiplex) et beIN Sports 2 Vidéo du match Arbitrage : Stéphanie Frappart |
| Vendredi 20 septembre 2019 20:00 | Rapport     |         |                          | Stade de l'Abbé-Deschamps, Auxerre Spectateurs : 10 054 Diffuseur : beIN Sports 1 (multiplex) et beIN Sports 2 Vidéo du match Arbitrage : Stéphanie Frappart | Stade de l'Abbé-Deschamps, Auxerre Spectateurs : 10 054 Diffuseur : beIN Sports 1 (multiplex) et beIN Sports 2 Vidéo du match Arbitrage : Stéphanie Frappart |

| 9e journée                       | Chamois Niortais FC      | 2 - 2   | AJ Auxerre                   | | |
| Vendredi 27 septembre 2019 20:00 | Sissoko 17e · Konaté 75e | (1 - 0) | 85e Dugimont · 90+2e Bernard | Stade René-Gaillard, Niort Spectateurs : 3 129 Diffuseur : beIN Sports 1 (multiplex) et beIN Sports max 8 Vidéo du match Arbitrage : Mehdi Mokhtari | Stade René-Gaillard, Niort Spectateurs : 3 129 Diffuseur : beIN Sports 1 (multiplex) et beIN Sports max 8 Vidéo du match Arbitrage : Mehdi Mokhtari |
| Vendredi 27 septembre 2019 20:00 | Rapport                  |         |                              | Stade René-Gaillard, Niort Spectateurs : 3 129 Diffuseur : beIN Sports 1 (multiplex) et beIN Sports max 8 Vidéo du match Arbitrage : Mehdi Mokhtari | Stade René-Gaillard, Niort Spectateurs : 3 129 Diffuseur : beIN Sports 1 (multiplex) et beIN Sports max 8 Vidéo du match Arbitrage : Mehdi Mokhtari |

##### Octobre 2019
| 10e journée                 | AJ Auxerre      | 2 - 0   | Le Havre AC | | |
| Samedi 5 octobre 2019 14:45 | Yattara 14e 18e | (2 - 0) |             | Stade de l'Abbé-Deschamps, Auxerre Spectateurs : 6 726 Diffuseur : beIN Sports 1 Vidéo du match Arbitrage : Sylvain Palhies | Stade de l'Abbé-Deschamps, Auxerre Spectateurs : 6 726 Diffuseur : beIN Sports 1 Vidéo du match Arbitrage : Sylvain Palhies |
| Samedi 5 octobre 2019 14:45 | Rapport         |         |             | Stade de l'Abbé-Deschamps, Auxerre Spectateurs : 6 726 Diffuseur : beIN Sports 1 Vidéo du match Arbitrage : Sylvain Palhies | Stade de l'Abbé-Deschamps, Auxerre Spectateurs : 6 726 Diffuseur : beIN Sports 1 Vidéo du match Arbitrage : Sylvain Palhies |

| 11e journée                 | RC Lens | 0 - 0   | AJ Auxerre | | |
| Lundi 21 octobre 2019 20:45 |         | (0 - 0) |            | Stade Bollaert-Delelis, Lens Spectateurs : 28 592 Diffuseur : Canal+ Décalé Vidéo du match Arbitrage : Gaël Angoula | Stade Bollaert-Delelis, Lens Spectateurs : 28 592 Diffuseur : Canal+ Décalé Vidéo du match Arbitrage : Gaël Angoula |
| Lundi 21 octobre 2019 20:45 | Rapport |         |            | Stade Bollaert-Delelis, Lens Spectateurs : 28 592 Diffuseur : Canal+ Décalé Vidéo du match Arbitrage : Gaël Angoula | Stade Bollaert-Delelis, Lens Spectateurs : 28 592 Diffuseur : Canal+ Décalé Vidéo du match Arbitrage : Gaël Angoula |

| 12e journée                    | AJ Auxerre | 0 - 1   | Grenoble Foot 38 | | |
| Vendredi 25 octobre 2019 20:00 |            | (0 - 1) | 17e Djitté       | Stade de l'Abbé-Deschamps, Auxerre Spectateurs : 6 176 Diffuseur : beIN Sports 1 (multiplex) et beIN Sports max 4 Vidéo du match Arbitrage : Nicolas Rainville | Stade de l'Abbé-Deschamps, Auxerre Spectateurs : 6 176 Diffuseur : beIN Sports 1 (multiplex) et beIN Sports max 4 Vidéo du match Arbitrage : Nicolas Rainville |
| Vendredi 25 octobre 2019 20:00 | Rapport    |         |                  | Stade de l'Abbé-Deschamps, Auxerre Spectateurs : 6 176 Diffuseur : beIN Sports 1 (multiplex) et beIN Sports max 4 Vidéo du match Arbitrage : Nicolas Rainville | Stade de l'Abbé-Deschamps, Auxerre Spectateurs : 6 176 Diffuseur : beIN Sports 1 (multiplex) et beIN Sports max 4 Vidéo du match Arbitrage : Nicolas Rainville |

##### Novembre 2019
| 13e journée                      | LB Châteauroux | 1 - 0   | AJ Auxerre | | |
| Vendredi 1er novembre 2019 20:00 | M'Boné 69e     | (0 - 0) |            | Stade Gaston-Petit, Châteauroux Spectateurs : 4 229 Diffuseur : beIN Sports 1 (multiplex) et beIN Sports max 7 Vidéo du match Arbitrage : Thierry Bouille | Stade Gaston-Petit, Châteauroux Spectateurs : 4 229 Diffuseur : beIN Sports 1 (multiplex) et beIN Sports max 7 Vidéo du match Arbitrage : Thierry Bouille |
| Vendredi 1er novembre 2019 20:00 | Rapport        |         |            | Stade Gaston-Petit, Châteauroux Spectateurs : 4 229 Diffuseur : beIN Sports 1 (multiplex) et beIN Sports max 7 Vidéo du match Arbitrage : Thierry Bouille | Stade Gaston-Petit, Châteauroux Spectateurs : 4 229 Diffuseur : beIN Sports 1 (multiplex) et beIN Sports max 7 Vidéo du match Arbitrage : Thierry Bouille |

| 14e journée                    | AJ Auxerre   | 1 - 1   | SM Caen      | | |
| Vendredi 8 novembre 2019 20:00 | Dugimont 72e | (0 - 0) | 47e Oniangué | Stade de l'Abbé-Deschamps, Auxerre Spectateurs : 4 567 Diffuseur : beIN Sports 1 (multiplex) et beIN Sports max 4 Vidéo du match Arbitrage : Cédric Dos Santos | Stade de l'Abbé-Deschamps, Auxerre Spectateurs : 4 567 Diffuseur : beIN Sports 1 (multiplex) et beIN Sports max 4 Vidéo du match Arbitrage : Cédric Dos Santos |
| Vendredi 8 novembre 2019 20:00 | Rapport      |         |              | Stade de l'Abbé-Deschamps, Auxerre Spectateurs : 4 567 Diffuseur : beIN Sports 1 (multiplex) et beIN Sports max 4 Vidéo du match Arbitrage : Cédric Dos Santos | Stade de l'Abbé-Deschamps, Auxerre Spectateurs : 4 567 Diffuseur : beIN Sports 1 (multiplex) et beIN Sports max 4 Vidéo du match Arbitrage : Cédric Dos Santos |

| 15e journée                     | Paris FC               | 2 - 0   | AJ Auxerre | | |
| Vendredi 22 novembre 2019 20:00 | Armand 59e · Kanté 64e | (0 - 0) |            | Stade Charléty, Paris Spectateurs : 3 040 Diffuseur : beIN Sports 1 (multiplex) et beIN Sports max 9 Vidéo du match Arbitrage : Mehdi Mokhtari | Stade Charléty, Paris Spectateurs : 3 040 Diffuseur : beIN Sports 1 (multiplex) et beIN Sports max 9 Vidéo du match Arbitrage : Mehdi Mokhtari |
| Vendredi 22 novembre 2019 20:00 | Rapport                |         |            | Stade Charléty, Paris Spectateurs : 3 040 Diffuseur : beIN Sports 1 (multiplex) et beIN Sports max 9 Vidéo du match Arbitrage : Mehdi Mokhtari | Stade Charléty, Paris Spectateurs : 3 040 Diffuseur : beIN Sports 1 (multiplex) et beIN Sports max 9 Vidéo du match Arbitrage : Mehdi Mokhtari |

| 16e journée                     | AJ Auxerre                | 2 - 2   | US Orléans   | | |
| Vendredi 29 novembre 2019 20:00 | Ngando 26e · Le Bihan 88e | (1 - 1) | 40e 68e Lopy | Stade de l'Abbé-Deschamps, Auxerre Spectateurs : 6 101 Diffuseur : beIN Sports 1 (multiplex) et beIN Sports max 5 Vidéo du match Arbitrage : Rémy Landry | Stade de l'Abbé-Deschamps, Auxerre Spectateurs : 6 101 Diffuseur : beIN Sports 1 (multiplex) et beIN Sports max 5 Vidéo du match Arbitrage : Rémy Landry |
| Vendredi 29 novembre 2019 20:00 | Rapport                   |         |              | Stade de l'Abbé-Deschamps, Auxerre Spectateurs : 6 101 Diffuseur : beIN Sports 1 (multiplex) et beIN Sports max 5 Vidéo du match Arbitrage : Rémy Landry | Stade de l'Abbé-Deschamps, Auxerre Spectateurs : 6 101 Diffuseur : beIN Sports 1 (multiplex) et beIN Sports max 5 Vidéo du match Arbitrage : Rémy Landry |

##### Décembre 2019
| 17e journée                 | AJ Auxerre               | 1 - 1   | Valenciennes FC | | |
| Mardi 3 décembre 2019 21:05 | Ngando 43e               | (1 - 0) | 75e Cuffaut     | Stade de l'Abbé-Deschamps, Auxerre Spectateurs : 4 057 Diffuseur : beIN Sports 1 (multiplex) et beIN Sports max 4 Vidéo du match Arbitrage : Jérémy Stinat | Stade de l'Abbé-Deschamps, Auxerre Spectateurs : 4 057 Diffuseur : beIN Sports 1 (multiplex) et beIN Sports max 4 Vidéo du match Arbitrage : Jérémy Stinat |
| Mardi 3 décembre 2019 21:05 | Bellugou 59e · Touré 87e | Rapport | 45e Ntim        | Stade de l'Abbé-Deschamps, Auxerre Spectateurs : 4 057 Diffuseur : beIN Sports 1 (multiplex) et beIN Sports max 4 Vidéo du match Arbitrage : Jérémy Stinat | Stade de l'Abbé-Deschamps, Auxerre Spectateurs : 4 057 Diffuseur : beIN Sports 1 (multiplex) et beIN Sports max 4 Vidéo du match Arbitrage : Jérémy Stinat |

| 18e journée                     | FC Lorient                            | 1 - 0   | AJ Auxerre  | | |
| Vendredi 13 décembre 2019 20:00 | Cabot 65e                             | (0 - 0) |             | Stade du Moustoir, Lorient Spectateurs : 6 844 Diffuseur : beIN Sports 1 (multiplex) et beIN Sports 2 Vidéo du match Arbitrage : Benjamin Lepaysant | Stade du Moustoir, Lorient Spectateurs : 6 844 Diffuseur : beIN Sports 1 (multiplex) et beIN Sports 2 Vidéo du match Arbitrage : Benjamin Lepaysant |
| Vendredi 13 décembre 2019 20:00 | Le Goff 61e · Cabot 71e · Lemoine 73e | Rapport | 82e Barreto | Stade du Moustoir, Lorient Spectateurs : 6 844 Diffuseur : beIN Sports 1 (multiplex) et beIN Sports 2 Vidéo du match Arbitrage : Benjamin Lepaysant | Stade du Moustoir, Lorient Spectateurs : 6 844 Diffuseur : beIN Sports 1 (multiplex) et beIN Sports 2 Vidéo du match Arbitrage : Benjamin Lepaysant |

| 19e journée                     | AJ Auxerre                           | 0 - 0   | AS Nancy-Lorraine               | | |
| Vendredi 20 décembre 2019 20:00 |                                      | (0 - 0) |                                 | Stade de l'Abbé-Deschamps, Auxerre Spectateurs : 4 282 Diffuseur : beIN Sports 1 (multiplex) et beIN Sports max 4 Vidéo du match Arbitrage : Bartolomeu Varela | Stade de l'Abbé-Deschamps, Auxerre Spectateurs : 4 282 Diffuseur : beIN Sports 1 (multiplex) et beIN Sports max 4 Vidéo du match Arbitrage : Bartolomeu Varela |
| Vendredi 20 décembre 2019 20:00 | Bernard 1e · Adéoto 44e · Merdji 76e | Rapport | 17e Rocha Santos · 82e Cissokho | Stade de l'Abbé-Deschamps, Auxerre Spectateurs : 4 282 Diffuseur : beIN Sports 1 (multiplex) et beIN Sports max 4 Vidéo du match Arbitrage : Bartolomeu Varela | Stade de l'Abbé-Deschamps, Auxerre Spectateurs : 4 282 Diffuseur : beIN Sports 1 (multiplex) et beIN Sports max 4 Vidéo du match Arbitrage : Bartolomeu Varela |

##### Janvier 2020
| 20e journée                    | Le Mans FC                                                | 0 - 1   | AJ Auxerre               | | |
| Vendredi 10 janvier 2020 20:00 |                                                           | (0 - 1) | Sorgić 35e               | MMArena, Le Mans Diffuseur : beIN Sports 1 (multiplex) et beIN Sports max 7 Vidéo du match Arbitrage : Benjamin Lepaysant | MMArena, Le Mans Diffuseur : beIN Sports 1 (multiplex) et beIN Sports max 7 Vidéo du match Arbitrage : Benjamin Lepaysant |
| Vendredi 10 janvier 2020 20:00 | Diarra 25e · Duponchelle 30e · Vardin 84e · Confais 90+4e | Rapport | 11e Arcus · 69e Dugimont | MMArena, Le Mans Diffuseur : beIN Sports 1 (multiplex) et beIN Sports max 7 Vidéo du match Arbitrage : Benjamin Lepaysant | MMArena, Le Mans Diffuseur : beIN Sports 1 (multiplex) et beIN Sports max 7 Vidéo du match Arbitrage : Benjamin Lepaysant |

| 21e journée                    | AJ Auxerre                                           | 2 - 1   | FC Sochaux-Montbéliard | | |
| Vendredi 24 janvier 2020 20:00 | Dugimont · 9e Le Bihan 63e                           | (1 - 1) | Jérémy Livolant 29e    | Stade de l'Abbé-Deschamps, Auxerre Spectateurs : 5 666 Diffuseur : beIN Sports 1 (multiplex) et beIN Sports max 5 Vidéo du match Arbitrage : Mehdi Mokhtari | Stade de l'Abbé-Deschamps, Auxerre Spectateurs : 5 666 Diffuseur : beIN Sports 1 (multiplex) et beIN Sports max 5 Vidéo du match Arbitrage : Mehdi Mokhtari |
| Vendredi 24 janvier 2020 20:00 | Barreto 33e · Sakhi 36e · Bellugou 87e · Bihan 90+3e | Rapport | 39e Ourega · 62e Paye  | Stade de l'Abbé-Deschamps, Auxerre Spectateurs : 5 666 Diffuseur : beIN Sports 1 (multiplex) et beIN Sports max 5 Vidéo du match Arbitrage : Mehdi Mokhtari | Stade de l'Abbé-Deschamps, Auxerre Spectateurs : 5 666 Diffuseur : beIN Sports 1 (multiplex) et beIN Sports max 5 Vidéo du match Arbitrage : Mehdi Mokhtari |

| 22e journée                    | EA Guingamp     | 1 - 0   | AJ Auxerre                | | |
| Vendredi 31 janvier 2020 20:00 | Pelé 84e (pen.) | (0 - 0) |                           | Stade de Roudourou, Guingamp Spectateurs : 8 812 Diffuseur : beIN Sports 1 (multiplex) et beIN Sports max 4 Vidéo du match Arbitrage : Thierry Bouille | Stade de Roudourou, Guingamp Spectateurs : 8 812 Diffuseur : beIN Sports 1 (multiplex) et beIN Sports max 4 Vidéo du match Arbitrage : Thierry Bouille |
| Vendredi 31 janvier 2020 20:00 | Phiri 61e       | Rapport | 35e Touré · 69e Sylvestre | Stade de Roudourou, Guingamp Spectateurs : 8 812 Diffuseur : beIN Sports 1 (multiplex) et beIN Sports max 4 Vidéo du match Arbitrage : Thierry Bouille | Stade de Roudourou, Guingamp Spectateurs : 8 812 Diffuseur : beIN Sports 1 (multiplex) et beIN Sports max 4 Vidéo du match Arbitrage : Thierry Bouille |

##### Février 2020
| 23e journée                | AJ Auxerre            | 0 - 0   | Clermont Foot                          | | |
| Mardi 4 février 2020 21:05 |                       | (0 - 0) |                                        | Stade de l'Abbé-Deschamps, Auxerre Spectateurs : 4 094 Diffuseur : beIN Sports 1 (multiplex) et beIN Sports max 6 Vidéo du match Arbitrage : Arnaud Baert | Stade de l'Abbé-Deschamps, Auxerre Spectateurs : 4 094 Diffuseur : beIN Sports 1 (multiplex) et beIN Sports max 6 Vidéo du match Arbitrage : Arnaud Baert |
| Mardi 4 février 2020 21:05 | Arcus 23e · Sahki 24e | Rapport | 19e N'Simba · 26e Gastien · 90e Magnin | Stade de l'Abbé-Deschamps, Auxerre Spectateurs : 4 094 Diffuseur : beIN Sports 1 (multiplex) et beIN Sports max 6 Vidéo du match Arbitrage : Arnaud Baert | Stade de l'Abbé-Deschamps, Auxerre Spectateurs : 4 094 Diffuseur : beIN Sports 1 (multiplex) et beIN Sports max 6 Vidéo du match Arbitrage : Arnaud Baert |

| 24e journée                   | AC Ajaccio                       | 2 - 3   | AJ Auxerre                | | |
| Vendredi 7 février 2020 20:00 | El Idrissy 11e · Coeff 31e (csc) | (2 - 3) | Sakhi 4e 34e Le Bihan 18e | Stade François-Coty, Ajaccio Spectateurs : 2 619 Diffuseur : beIN Sports 1 (multiplex) et beIN Sports max 4 Vidéo du match Arbitrage : Gaël Angoula | Stade François-Coty, Ajaccio Spectateurs : 2 619 Diffuseur : beIN Sports 1 (multiplex) et beIN Sports max 4 Vidéo du match Arbitrage : Gaël Angoula |
| Vendredi 7 février 2020 20:00 | Coutadeur 45+2e                  | Rapport | 70e Boto                  | Stade François-Coty, Ajaccio Spectateurs : 2 619 Diffuseur : beIN Sports 1 (multiplex) et beIN Sports max 4 Vidéo du match Arbitrage : Gaël Angoula | Stade François-Coty, Ajaccio Spectateurs : 2 619 Diffuseur : beIN Sports 1 (multiplex) et beIN Sports max 4 Vidéo du match Arbitrage : Gaël Angoula |

| 25e journée                    | AJ Auxerre                                  | 0 - 0   | FC Chambly Oise           | | |
| Vendredi 14 février 2020 20:00 |                                             | (0 - 0) |                           | Stade de l'Abbé-Deschamps, Auxerre Spectateurs : 4 032 Diffuseur : beIN Sports 1 (multiplex) et beIN Sports max 4 Vidéo du match Arbitrage : Rémi Landry | Stade de l'Abbé-Deschamps, Auxerre Spectateurs : 4 032 Diffuseur : beIN Sports 1 (multiplex) et beIN Sports max 4 Vidéo du match Arbitrage : Rémi Landry |
| Vendredi 14 février 2020 20:00 | Beaulieu 31e · Gonzalez 82e · Soubervie 86e | Rapport | 51e Sakhi · 80e Souprayen | Stade de l'Abbé-Deschamps, Auxerre Spectateurs : 4 032 Diffuseur : beIN Sports 1 (multiplex) et beIN Sports max 4 Vidéo du match Arbitrage : Rémi Landry | Stade de l'Abbé-Deschamps, Auxerre Spectateurs : 4 032 Diffuseur : beIN Sports 1 (multiplex) et beIN Sports max 4 Vidéo du match Arbitrage : Rémi Landry |

| 26e journée                 | ESTAC Troyes                   | 3 - 1   | AJ Auxerre                             | | |
| Lundi 24 février 2019 20:45 | Tchimbembé 29e 65e · Bédia 37e | (2 - 1) | 44e Tardieu                            | Stade de l'Aube, Troyes Spectateurs : 8 367 Diffuseur : Canal+ Sport Vidéo du match Arbitrage : Pierre Gaillouste | Stade de l'Aube, Troyes Spectateurs : 8 367 Diffuseur : Canal+ Sport Vidéo du match Arbitrage : Pierre Gaillouste |
| Lundi 24 février 2019 20:45 | Tardieu 26e · Giraudon 45+1e   | Rapport | 44e Touré · 45e Michel · 83e Sylvestre | Stade de l'Aube, Troyes Spectateurs : 8 367 Diffuseur : Canal+ Sport Vidéo du match Arbitrage : Pierre Gaillouste | Stade de l'Aube, Troyes Spectateurs : 8 367 Diffuseur : Canal+ Sport Vidéo du match Arbitrage : Pierre Gaillouste |

| 27e journée                    | AJ Auxerre                            | 3 - 1   | Chamois Niortais FC      | | |
| Vendredi 28 février 2020 20:00 | Ngando 44e · Sylvestre 46e · Ndom 78e | (1 - 0) | 49e (csc) Arcus          | Stade de l'Abbé-Deschamps, Auxerre Spectateurs : 4 091 Diffuseur : beIN Sports 1 (multiplex) et beIN Sports max 4 Vidéo du match Arbitrage : Romain Lissorgue | Stade de l'Abbé-Deschamps, Auxerre Spectateurs : 4 091 Diffuseur : beIN Sports 1 (multiplex) et beIN Sports max 4 Vidéo du match Arbitrage : Romain Lissorgue |
| Vendredi 28 février 2020 20:00 | Bellugou 30e                          | Rapport | 75e Kilama · 85e Sissoko | Stade de l'Abbé-Deschamps, Auxerre Spectateurs : 4 091 Diffuseur : beIN Sports 1 (multiplex) et beIN Sports max 4 Vidéo du match Arbitrage : Romain Lissorgue | Stade de l'Abbé-Deschamps, Auxerre Spectateurs : 4 091 Diffuseur : beIN Sports 1 (multiplex) et beIN Sports max 4 Vidéo du match Arbitrage : Romain Lissorgue |

##### Mars 2020
| 28e journée                | Le Havre AC  | 1 - 0   | AJ Auxerre    | | |
| Vendredi 6 mars 2020 20:00 | Kadewere 79e | (0 - 0) |               | Stade Océane, Le Havre Spectateurs : 5 948 Diffuseur : beIN Sports 1 (multiplex) et beIN Sports 2 Vidéo du match Arbitrage : Thierry Bouille | Stade Océane, Le Havre Spectateurs : 5 948 Diffuseur : beIN Sports 1 (multiplex) et beIN Sports 2 Vidéo du match Arbitrage : Thierry Bouille |
| Vendredi 6 mars 2020 20:00 | Lekhal 53e   | Rapport | Barreto 90+3e | Stade Océane, Le Havre Spectateurs : 5 948 Diffuseur : beIN Sports 1 (multiplex) et beIN Sports 2 Vidéo du match Arbitrage : Thierry Bouille | Stade Océane, Le Havre Spectateurs : 5 948 Diffuseur : beIN Sports 1 (multiplex) et beIN Sports 2 Vidéo du match Arbitrage : Thierry Bouille |

##### Championnat arrêté
À cause de la Pandémie de Covid-19, le championnat de Ligue 2 est suspendu le 13 mars 2020.
Il est par la suite arrêté le 30 avril 2020 par la Ligue de Football Professionnel.
Voici la liste des matchs qui n'ont pas eu lieu :
| 29e journée | AJ Auxerre | -   | RC Lens |                                    |                                    |
|             |            | (-) |         | Stade de l'Abbé-Deschamps, Auxerre | Stade de l'Abbé-Deschamps, Auxerre |

| 30e journée | Grenoble Foot 38 | -   | AJ Auxerre |                           |                           |
|             |                  | (-) |            | Stade des Alpes, Grenoble | Stade des Alpes, Grenoble |

| 31e journée | AJ Auxerre | -   | LB Châteauroux |                                    |                                    |
|             |            | (-) |                | Stade de l'Abbé-Deschamps, Auxerre | Stade de l'Abbé-Deschamps, Auxerre |

| 32e journée | SM Caen | -   | AJ Auxerre |                             |                             |
|             |         | (-) |            | Stade Michel-d'Ornano, Caen | Stade Michel-d'Ornano, Caen |

| 33e journée | AJ Auxerre | -   | Paris FC |                                    |                                    |
|             |            | (-) |          | Stade de l'Abbé-Deschamps, Auxerre | Stade de l'Abbé-Deschamps, Auxerre |

| 34e journée | US Orléans | -   | AJ Auxerre |                             |                             |
|             |            | (-) |            | Stade de la Source, Orléans | Stade de la Source, Orléans |

| 35e journée | Valenciennes FC | -   | AJ Auxerre |                                |                                |
|             |                 | (-) |            | Stade du Hainaut, Valenciennes | Stade du Hainaut, Valenciennes |

| 36e journée | AJ Auxerre | -   | FC Lorient |                                    |                                    |
|             |            | (-) |            | Stade de l'Abbé-Deschamps, Auxerre | Stade de l'Abbé-Deschamps, Auxerre |

| 37e journée | AS Nancy-Lorraine | -   | AJ Auxerre |                               |                               |
|             |                   | (-) |            | Stade Marcel-Picot, Tomblaine | Stade Marcel-Picot, Tomblaine |

| 38e journée | AJ Auxerre | -   | Rodez AF |                                    |                                    |
|             |            | (-) |          | Stade de l'Abbé-Deschamps, Auxerre | Stade de l'Abbé-Deschamps, Auxerre |

#### Classement

##### Évolution au classement deLigue 2 2019-2020, journée par journée
| Journées              | 1   | 2  | 3  | 4   | 5   | 6   | 7  | 8   | 9   | 10 | 11 | 12  | 13  | 14  | 15  | 16  | 17  | 18  | 19  |
| --------------------- | --- | -- | -- | --- | --- | --- | -- | --- | --- | -- | -- | --- | --- | --- | --- | --- | --- | --- | --- |
| Classement            | 17e | 8e | 15 | 15e | 14e | 11e | 7e | 12e | 10e | 7e | 7e | 12e | 13e | 12e | 13e | 12e | 13e | 14e | 15e |
| Nombre de points      | 0   | 3  | 3  | 4   | 5   | 8   | 11 | 11  | 12  | 15 | 16 | 16  | 16  | 17  | 17  | 18  | 19  | 19  | 20  |
| Nb points - 2018/2019 | 0   | 0  | 3  | 6   | 6   | 6   | 6  | 7   | 7   | 7  | 10 | 10  | 13  | 14  | 17  | 18  | 19  | 20  | 23  |

| Journées              | 20  | 21  | 22  | 23  | 24  | 25  | 26  | 27  | 28  | 29                   | 30                   | 31                   | 32                   | 33                   | 34                   | 35                   | 36                   | 37                   | 38                   |
| --------------------- | --- | --- | --- | --- | --- | --- | --- | --- | --- | -------------------- | -------------------- | -------------------- | -------------------- | -------------------- | -------------------- | -------------------- | -------------------- | -------------------- | -------------------- |
| Classement            | 12e | 12e | 12e | 12e | 12e | 12e | 12e | 10e | 11e | Arrêt du championnat | Arrêt du championnat | Arrêt du championnat | Arrêt du championnat | Arrêt du championnat | Arrêt du championnat | Arrêt du championnat | Arrêt du championnat | Arrêt du championnat | Arrêt du championnat |
| Nombre de points      | 23  | 26  | 26  | 27  | 30  | 31  | 31  | 34  | 34  | Arrêt du championnat | Arrêt du championnat | Arrêt du championnat | Arrêt du championnat | Arrêt du championnat | Arrêt du championnat | Arrêt du championnat | Arrêt du championnat | Arrêt du championnat | Arrêt du championnat |
| Nb points - 2018/2019 | 26  | 29  | 29  | 30  | 30  | 33  | 33  | 33  | 33  | 33                   | 33                   | 34                   | 35                   | 38                   | 38                   | 39                   | 39                   | 40                   | 41                   |

Pire classement de l'équipe au cours de la saison.
Meilleur classement de l'équipe au cours de la saison.
Début de la phase retour du championnat.

###### Classement général
Source : Classement officiel sur le site de la LFP.
| Rang | Équipe                 | Pts | J  | G  | N  | P  | Bp | Bc | Diff |
| ---- | ---------------------- | --- | -- | -- | -- | -- | -- | -- | ---- |
| 1    | FC Lorient             | 54  | 28 | 17 | 3  | 8  | 45 | 25 | +20  |
| 2    | RC Lens                | 53  | 28 | 15 | 8  | 5  | 39 | 24 | +15  |
| 3    | AC Ajaccio             | 52  | 28 | 15 | 7  | 6  | 38 | 22 | +16  |
| 4    | ESTAC Troyes           | 51  | 28 | 16 | 3  | 9  | 34 | 25 | +9   |
| 5    | Clermont Foot 63       | 50  | 28 | 14 | 8  | 6  | 35 | 25 | +10  |
| 6    | Le Havre AC            | 44  | 28 | 11 | 11 | 6  | 38 | 25 | +13  |
| 7    | Valenciennes FC        | 42  | 28 | 11 | 9  | 8  | 24 | 20 | +4   |
| 8    | EA Guingamp R          | 39  | 28 | 10 | 9  | 9  | 40 | 33 | +7   |
| 9    | Grenoble Foot 38       | 35  | 28 | 7  | 14 | 7  | 27 | 29 | -2   |
| 10   | FC Chambly P           | 35  | 28 | 9  | 8  | 11 | 26 | 32 | -6   |
| 11   | AJ Auxerre             | 34  | 28 | 8  | 10 | 10 | 31 | 30 | +1   |
| 12   | AS Nancy Lorraine      | 34  | 28 | 6  | 16 | 6  | 27 | 26 | +1   |
| 13   | SM Caen R              | 34  | 28 | 8  | 10 | 10 | 33 | 34 | -1   |
| 14   | FC Sochaux-Montbéliard | 34  | 28 | 8  | 10 | 10 | 28 | 30 | -2   |
| 15   | LB Châteauroux         | 34  | 28 | 9  | 7  | 12 | 22 | 38 | -16  |
| 16   | Rodez AF P             | 32  | 28 | 8  | 8  | 12 | 31 | 34 | -3   |
| 17   | Paris FC               | 28  | 28 | 7  | 7  | 14 | 22 | 40 | -18  |
| 18   | Chamois niortais FC    | 26  | 28 | 6  | 8  | 14 | 30 | 41 | -11  |
| 19   | Le Mans FC P           | 26  | 28 | 7  | 5  | 16 | 30 | 45 | -15  |
| 20   | US Orléans             | 19  | 28 | 4  | 7  | 17 | 21 | 43 | -22  |

Promotions et relégations
- Promotion en Ligue 1 2020-2021
- Barrages de promotion en Ligue 1
- Barrages de relégation en National
- Relégation en National 2020-2021

Abréviations
- P : Promu de National 2018-2019
- R : Relégué de Ligue 1 2018-2019

#### Meilleurs buteurs
Ce tableau regroupe l'ensemble des buteurs de l'AJ Auxerre en Ligue 2.
Mis à jour le 6 avril 2020 après la 28e journée.
| Pl. | Buteur           | But inscrit |
| --- | ---------------- | ----------- |
| 1   | Rémy Dugimont    | 6           |
| 2   | Axel Ngando      | 5           |
| 3   | Yanis Merdji     | 4           |
| -   | Mickaël Le Bihan | 4           |
| 5   | Mohamed Yattara  | 3           |
| -   | Hamza Sakhi      | 3           |
| 7   | Dejan Sorgić     | 2           |
| -   | Eddy Sylvestre   | 2           |
| 9   | Quentin Bernard  | 1           |
| -   | Aly Ndom         | 1           |

#### Meilleurs passeurs
Ce tableau regroupe l'ensemble des passeurs décisifs de l'AJ Auxerre en Ligue 2.
Mis à jour le 15 février 2020 après la 25e journée.
| Pl. | Passeur          | Passe décisive |
| --- | ---------------- | -------------- |
| 1   | Michaël Barreto  | 7              |
| 2   | Mickaël Le Bihan | 2              |
| -   | Hamza Sakhi      | 2              |
| -   | Carlens Arcus    | 2              |
| 5   | Rémy Dugimont    | 1              |
| -   | Dejan Sorgić     | 1              |
| -   | Birama Touré     | 1              |
| -   | Samuel Souprayen | 1              |
| -   | Jordan Adéoti    | 1              |
| -   | Aly Ndom         | 1              |

### Coupe de France
L'AJ Auxerre entre en lice au 7e tour qui se déroule le samedi 16 novembre 2019.
| 7e tour                       | US Charitoise (R1) | 0 - 4   | AJ Auxerre                                   |                                                                |                                                                |
| Samedi 16 novembre 2019 14:00 |                    | (0 - 2) | 3e Merdji · 40e Sorgić · 54e Ngando · 90e Ji | Stade des Senets, Varennes-Vauzelles Arbitrage : Mickaël Leleu | Stade des Senets, Varennes-Vauzelles Arbitrage : Mickaël Leleu |
| Samedi 16 novembre 2019 14:00 | Rapport            |         |                                              | Stade des Senets, Varennes-Vauzelles Arbitrage : Mickaël Leleu | Stade des Senets, Varennes-Vauzelles Arbitrage : Mickaël Leleu |

| 8e tour                      | SSEP Hombourg-Haut (R3)    | 2 - 1   | AJ Auxerre   |                                                              |                                                              |
| Samedi 7 décembre 2019 15:00 | M'Barki 11e · Benichou 76e | (1 - 0) | 58e Le Bihan | Stade de la Blies, Sarreguemines Arbitrage : Marc Bollengier | Stade de la Blies, Sarreguemines Arbitrage : Marc Bollengier |
| Samedi 7 décembre 2019 15:00 | Rapport                    |         |              | Stade de la Blies, Sarreguemines Arbitrage : Marc Bollengier | Stade de la Blies, Sarreguemines Arbitrage : Marc Bollengier |

#### Meilleurs buteurs
Ce tableau regroupe l'ensemble des buteurs de l'AJ Auxerre en Coupe de France.
Mis à jour le 15 février 2020 après la fin de la compétition.
| Pl. | Buteur           | But inscrit |
| --- | ---------------- | ----------- |
| 1   | Yanis Merdji     | 1           |
| -   | Dejan Sorgić     | 1           |
| -   | Axel Ngando      | 1           |
| -   | Xiaoxuan Ji      | 1           |
| -   | Mickaël Le Bihan | 1           |

### Coupe de la Ligue
L'AJ Auxerre entre en lice contre l'AS Béziers lors d'un 1er tour qui se déroule le mardi 13 août 2019.
| 1er tour                         | AJ Auxerre                                                          | 0 - 0 5 - 6 t. a. b. | AS Béziers (N1)                                                            |                                                                                     |                                                                                     |
| Mardi 13 août 2019 20:00 (UTC+2) |                                                                     | (0 - 0)              |                                                                            | Stade de l'Abbé-Deschamps, Auxerre Spectateurs : 4 218 Arbitrage : Romain Lissorgue | Stade de l'Abbé-Deschamps, Auxerre Spectateurs : 4 218 Arbitrage : Romain Lissorgue |
| Mardi 13 août 2019 20:00 (UTC+2) | Rapport                                                             |                      |                                                                            | Stade de l'Abbé-Deschamps, Auxerre Spectateurs : 4 218 Arbitrage : Romain Lissorgue | Stade de l'Abbé-Deschamps, Auxerre Spectateurs : 4 218 Arbitrage : Romain Lissorgue |
| Mardi 13 août 2019 20:00 (UTC+2) | Dugimont · Bellugou · Marcelin · Bernard · Touré · Begraoui · Coeff | Tirs au but 5 - 6    | Montiel · El Hamzaoui · Elissalt · Fumu Tamuzo · Ammour · Testud · Mostefa | Stade de l'Abbé-Deschamps, Auxerre Spectateurs : 4 218 Arbitrage : Romain Lissorgue | Stade de l'Abbé-Deschamps, Auxerre Spectateurs : 4 218 Arbitrage : Romain Lissorgue |

### Statistiques

#### Affluence
Affluence de l'AJA à domicile cette saison

#### Statistiques générales
Mis à jour le 11 avril 2020 après la 28e journée de Ligue 2.
| N°   | Nat.                                        | Joueur                  | Poste     | L2 | L2 | CDF | CDF | CDL | CDL | Total | Total |
| N°   | Nat.                                        | Joueur                  | Poste     | M. | B. | M.  | B.  | M.  | B.  | M.    | B.    |
| ---- | ------------------------------------------- | ----------------------- | --------- | -- | -- | --- | --- | --- | --- | ----- | ----- |
| 1    | Drapeau de la France                        | Mathieu Michel          | Gardien   | 27 | 0  | 0   | 0   | 0   | 0   | 27    | 0     |
| 16   | Drapeau de la France                        | Zacharie Boucher        | Gardien   | 1  | 0  | 2   | 0   | 1   | 0   | 4     | 0     |
| 3    | Drapeau de la France                        | Quentin Bernard         | Défenseur | 28 | 1  | 2   | 0   | 1   | 0   | 31    | 1     |
| 20   | Drapeau de la France                        | Alexandre Coeff         | Défenseur | 25 | 0  | 0   | 0   | 1   | 0   | 26    | 0     |
| 2    | Drapeau d'Haïti                             | Carlens Arcus           | Défenseur | 24 | 0  | 1   | 0   | 0   | 0   | 25    | 0     |
| 26   | Drapeau de la France                        | Samuel Souprayen        | Défenseur | 20 | 0  | 2   | 0   | 1   | 0   | 23    | 0     |
| 24   | Drapeau de la France                        | Harisson Marcelin       | Défenseur | 16 | 0  | 0   | 0   | 1   | 0   | 17    | 0     |
| 13   | Drapeau de la France                        | Kenji-Van Boto          | Défenseur | 7  | 0  | 2   | 0   | 0   | 0   | 9     | 0     |
| 32   | Drapeau de la France                        | Serge-Philippe Raux-Yao | Défenseur | 0  | 0  | 1   | 0   | 0   | 0   | 1     | 0     |
| 12   | Drapeau du Mali                             | Birama Touré            | Milieu    | 25 | 0  | 2   | 0   | 1   | 0   | 28    | 0     |
| 21   | Drapeau du Maroc                            | Hamza Sakhi             | Milieu    | 25 | 3  | 1   | 0   | 1   | 0   | 27    | 3     |
| 18   | Drapeau de la France                        | François Bellugou       | Milieu    | 26 | 0  | 0   | 0   | 1   | 0   | 27    | 0     |
| 4    | Drapeau de la France                        | Michaël Barreto         | Milieu    | 25 | 0  | 2   | 0   | 0   | 0   | 27    | 0     |
| 27   | Drapeau de la France                        | Axel Ngando             | Milieu    | 16 | 5  | 2   | 1   | 1   | 0   | 19    | 6     |
| 15   | Drapeau de la France                        | Eddy Sylvestre          | Milieu    | 16 | 2  | 0   | 0   | 0   | 0   | 16    | 2     |
| 6    | Drapeau de la France                        | Aly Ndom                | Milieu    | 8  | 1  | 0   | 0   | 0   | 0   | 8     | 1     |
| 8    | Drapeau du Bénin                            | Jordan Adéoti           | Milieu    | 6  | 0  | 1   | 0   | 0   | 0   | 7     | 0     |
| 31   | Drapeau de la France                        | Lamine Fomba            | Milieu    | 2  | 0  | 0   | 0   | 0   | 0   | 2     | 0     |
| 34   | Drapeau de la France                        | Ousoumane Camara        | Milieu    | 0  | 0  | 1   | 0   | 0   | 0   | 1     | 0     |
| 29   | Drapeau de la France                        | Rémy Dugimont           | Attaquant | 27 | 6  | 0   | 0   | 1   | 0   | 28    | 6     |
| 7    | Drapeau de la Croatie                       | Dejan Sorgić            | Attaquant | 16 | 2  | 2   | 1   | 1   | 0   | 19    | 3     |
| 22 9 | Drapeau de la France                        | Mickaël Le Bihan        | Attaquant | 17 | 4  | 1   | 1   | 0   | 0   | 18    | 5     |
| 9    | Drapeau de l'Algérie                        | Yanis Merdji            | Attaquant | 14 | 4  | 2   | 1   | 1   | 0   | 17    | 5     |
| 11   | Drapeau de la Guinée                        | Mohamed Yattara         | Attaquant | 11 | 3  | 1   | 0   | 0   | 0   | 12    | 3     |
| 19   | Drapeau de la France                        | Yanis Begraoui          | Attaquant | 3  | 0  | 0   | 0   | 1   | 0   | 4     | 0     |
| 10   | Drapeau de la République populaire de Chine | Ji Xiaoxuan             | Attaquant | 1  | 0  | 2   | 1   | 0   | 0   | 3     | 1     |

- Joueurs plus présents dans l'effectif au 11 avril 2020

Les joueurs qui n'ont joués aucun match ne sont pas indiqués.

#### Meilleurs buteurs
Ce tableau regroupe l'ensemble des buteurs de l'AJ Auxerre.
Mis à jour le 9 avril 2020 après la 28e journée de Ligue 2.
| Pl. | Buteur           | L2 | CDF | CDL | Total |
| --- | ---------------- | -- | --- | --- | ----- |
| 1   | Rémy Dugimont    | 6  | 0   | 0   | 6     |
| -   | Axel Ngando      | 5  | 1   | 0   | 6     |
| 3   | Yanis Merdji     | 4  | 1   | 0   | 5     |
| -   | Mickaël Le Bihan | 4  | 1   | 0   | 5     |
| 5   | Mohamed Yattara  | 3  | 0   | 0   | 3     |
| -   | Hamza Sakhi      | 3  | 0   | 0   | 3     |
| -   | Dejan Sorgić     | 2  | 1   | 0   | 3     |
| 8   | Eddy Sylvestre   | 2  | 0   | 0   | 2     |
| 9   | Quentin Bernard  | 1  | 0   | 0   | 1     |
| -   | Aly Ndom         | 1  | 0   | 0   | 1     |
| -   | Xiaoxuan Ji      | 0  | 1   | 0   | 1     |

## Autres équipes

### Centre de formation

#### Équipe réserve

##### National 3
La réserve de l'AJ Auxerre évolue en National 3 dans le groupe de la Bourgogne-Franche-Comté.
La saison s'arrête prématurément après l'arrêt du championnat à cause de la pandémie de Covid-19.
La réserve auxerroise termine invaincue et est promue en National 2.
| Journée    | Date     | Horaire  | Domicile                    | Résultat | Extérieur                   |
| ---------- | -------- | -------- | --------------------------- | -------- | --------------------------- |
| Journée 1  | 17/08/19 | 18h00    | Racing Besançon             | 0 - 2    | AJ Auxerre rés.             |
| Journée 2  | 24/08/19 | 18h00    | AJ Auxerre rés.             | 4 - 3    | FC Montceau Bourgogne       |
| Journée 3  | 31/08/19 | 16h00    | FC Sochaux-Montbéliard rés. | 0 - 1    | AJ Auxerre rés.             |
| Journée 4  | 07/09/19 | 18h00    | AJ Auxerre rés.             | 0 - 0    | FC Morteau-Montlebon        |
| Journée 5  | 21/09/19 | 18h00    | Is-Selongey Football        | 0 - 2    | AJ Auxerre rés.             |
| Journée 6  | 06/10/19 | 15h00    | AJ Auxerre rés.             | 2 - 0    | Dijon FCO rés.              |
| Journée 7  | 20/10/19 | 15h00    | Entente Roche/Novillars     | 1 - 1    | AJ Auxerre rés.             |
| Journée 8  | 02/11/19 | 18h00    | AJ Auxerre rés.             | 2 - 1    | Besançon Football           |
| Journée 9  | 09/11/19 | 18h00    | FC Gueugnon                 | 2 - 3    | AJ Auxerre rés.             |
| Journée 10 | 23/11/19 | 18h00    | AJ Auxerre rés.             | 4 - 1    | FC Valdahon Vercel          |
| Journée 11 | 30/11/19 | 18h00    | AJ Auxerre rés.             | 2 - 0    | CA Pontarlier               |
| Journée 12 | 14/12/19 | 18h00    | FC Sens                     | 1 - 5    | AJ Auxerre rés.             |
| Journée 13 | 11/01/20 | 18h00    | AJ Auxerre rés.             | 1 - 0    | Jura Dolois Football        |
| Journée 14 | 25/01/20 | 18h00    | FC Montceau Bourgogne       | 1 - 1    | AJ Auxerre rés.             |
| Journée 15 | 08/02/20 | 18h00    | AJ Auxerre rés.             | 2 - 1    | FC Sochaux-Montbéliard rés. |
| Journée 17 | 29/02/20 | 18h00    | AJ Auxerre rés.             | 3 - 0    | Is-Selongey Football        |
| Journée 18 | 07/03/20 | 17h00    | Dijon FCO rés.              | 1 - 2    | AJ Auxerre rés.             |
| Journée 16 | Non joué | Non joué | FC Morteau-Montlebon        | -        | AJ Auxerre rés.             |
| Journée 19 | Non joué | Non joué | AJ Auxerre rés.             | -        | Entente Roche/Novillars     |
| Journée 20 | Non joué | Non joué | Besançon Football           | -        | AJ Auxerre rés.             |
| Journée 21 | Non joué | Non joué | AJ Auxerre rés.             | -        | FC Gueugnon                 |
| Journée 22 | Non joué | Non joué | FC Valdahon Vercel          | -        | AJ Auxerre rés.             |
| Journée 23 | Non joué | Non joué | CA Pontarlier               | -        | AJ Auxerre rés.             |
| Journée 24 | Non joué | Non joué | AJ Auxerre rés.             | -        | FC Sens                     |
| Journée 25 | Non joué | Non joué | Jura Dolois Football        | -        | AJ Auxerre rés.             |
| Journée 26 | Non joué | Non joué | AJ Auxerre rés.             | -        | Racing Besançon             |

| Rang | Équipe                      | Pts      | J  | G  | N | P  | Bp | Bc | Diff |
| ---- | --------------------------- | -------- | -- | -- | - | -- | -- | -- | ---- |
| 1    | AJ Auxerre rés.             | 45(2.64) | 17 | 14 | 3 | 0  | 37 | 12 | +25  |
| 2    | FC Gueugnon                 | 38(2.11) | 18 | 12 | 2 | 4  | 37 | 20 | +17  |
| 3    | Besançon Football           | 37(2.05) | 18 | 12 | 1 | 5  | 33 | 13 | +20  |
| 4    | Dijon FCO rés.              | 32(1.77) | 18 | 9  | 5 | 4  | 27 | 16 | +11  |
| 5    | Racing Besançon             | 27(1.68) | 16 | 8  | 3 | 5  | 34 | 24 | +10  |
| 6    | CA Pontarlier R             | 22(1.46) | 15 | 7  | 1 | 7  | 24 | 23 | +1   |
| 7    | FC Sochaux-Montbéliard rés. | 24(1.41) | 17 | 6  | 6 | 5  | 27 | 23 | +4   |
| 8    | FC Morteau-Montlebon        | 18(1.12) | 16 | 5  | 3 | 8  | 19 | 21 | -2   |
| 9    | Jura Dolois Football        | 19(1.11) | 17 | 5  | 4 | 8  | 17 | 25 | -8   |
| 10   | FC Montceau Bourgogne       | 17(1.06) | 16 | 6  | 2 | 8  | 29 | 33 | -4   |
| 11   | Is Selongey Football        | 15(0.88) | 17 | 5  | 3 | 9  | 17 | 32 | -15  |
| 12   | FC Valdahon- Vercel P       | 14(0.82) | 17 | 4  | 2 | 11 | 16 | 30 | -14  |
| 13   | FC Sens P                   | 12(0.66) | 18 | 2  | 6 | 10 | 20 | 40 | -20  |
| 14   | Entente Roche-Novillars P   | 8(0.44)  | 18 | 1  | 5 | 12 | 19 | 44 | -25  |

|  | Promu en National 2. |
|  | Relégué sous conditions. |
|  | Relégué en Régional 1. |
|  | R Relégué de National 2. P Promu de Régional 1. Pts points ; G victoires ; N match nuls ; P défaites Bp buts marqués ; Bc buts encaissés ; Diff différence de buts |

#### Équipe U19

##### Gambardella
L'équipe des moins de 18 ans de l'AJ Auxerre entre en lice lors du 1er tour fédéral qui se déroule le dimanche 15 décembre 2019.
| 1er tour fédéral                | Vierzon FC | 0 - 3 | AJ Auxerre |                        |                        |
| Dimanche 15 décembre 2019 14:30 |            |       |            | Stade Brouhot, Vierzon | Stade Brouhot, Vierzon |

| 32e de finale                  | AJ Auxerre        | 1 - 1 3 - 4 t. a. b. | FC Metz |                                               |                                               |
| Dimanche 12 janvier 2019 14:30 |                   |                      |         | Stade de l'Abbé-Deschamps (annexe 1), Auxerre | Stade de l'Abbé-Deschamps (annexe 1), Auxerre |
| Dimanche 12 janvier 2019 14:30 | Tirs au but 3 - 4 |                      |         | Stade de l'Abbé-Deschamps (annexe 1), Auxerre | Stade de l'Abbé-Deschamps (annexe 1), Auxerre |

### Équipe féminine

#### Régional 1
Pour la deuxième saison du partenariat avec le Stade Auxerrois, l'équipe évolue pour la première fois en Régional 1 après avoir été promue de Régional 2.
La saison s'arrête prématurément après l'arrêt du championnat à cause de la pandémie de Covid-19.
| Journée    | Date     | Horaire  | Domicile                   | Résultat | Extérieur                  |
| ---------- | -------- | -------- | -------------------------- | -------- | -------------------------- |
| Journée 1  | 08/09/19 | 15h00    | AJ Auxerre/Stade Auxerrois | 0 - 1    | AS Châtenoy                |
| Journée 2  | 15/09/19 | 15h00    | Louhans-Cuiseaux FC        | 0 - 4    | AJ Auxerre/Stade Auxerrois |
| Journée 3  | 21/09/19 | 15h00    | AS Mellecey-Mercurey       | 1 - 4    | AJ Auxerre/Stade Auxerrois |
| Journée 4  | 06/10/19 | 12h30    | AJ Auxerre/Stade Auxerrois | 2 - 3    | US Saint-Vit               |
| Journée 5  | 20/10/19 | 10h30    | Dijon FCO rés.             | 1 - 2    | AJ Auxerre/Stade Auxerrois |
| Journée 6  | 27/10/19 | 15h00    | AJ Auxerre/Stade Auxerrois | 1 - 3    | Is Selongey Football       |
| Journée 7  | 10/11/19 | 14h30    | US Villers-les-Pots        | 1 - 1    | AJ Auxerre/Stade Auxerrois |
| Journée 8  | 17/11/19 | 14h30    | AJ Auxerre/Stade Auxerrois | 3 - 1    | FC Vesoul                  |
| Journée 9  | 01/12/19 | 14h30    | ASM Belfort                | 2 - 11   | AJ Auxerre/Stade Auxerrois |
| Journée 10 | 08/12/19 | 14h30    | AJ Auxerre/Stade Auxerrois | 4 - 0    | Louhans-Cuiseaux FC        |
| Journée 11 | 16/02/20 | 14h30    | AJ Auxerre/Stade Auxerrois | 6 - 0    | AS Mellecey-Mercurey       |
| Journée 12 | 23/02/20 | 14h30    | US Saint-Vit               | 0 - 1    | AJ Auxerre/Stade Auxerrois |
| Journée 13 | 08/03/20 | 15h00    | AJ Auxerre/Stade Auxerrois | 3 - 3    | Dijon FCO rés.             |
| Journée 14 | Non joué | Non joué | Is Selongey Football       | -        | AJ Auxerre/Stade Auxerrois |
| Journée 15 | Non joué | Non joué | AJ Auxerre/Stade Auxerrois | -        | US Villers-les-Pots        |
| Journée 16 | Non joué | Non joué | FC Vesoul                  | -        | AJ Auxerre/Stade Auxerrois |
| Journée 17 | Non joué | Non joué | AJ Auxerre/Stade Auxerrois | -        | ASM Belfort                |
| Journée 18 | Non joué | Non joué | AS Châtenoy                | -        | AJ Auxerre/Stade Auxerrois |

| Rang | Équipe                     | Pts      | J  | G  | N | P  | Bp | Bc | Diff |
| ---- | -------------------------- | -------- | -- | -- | - | -- | -- | -- | ---- |
| 1    | US Saint-Vit               | 28(2,15) | 13 | 10 | 1 | 2  | 34 | 8  | +26  |
| 2    | Is Selongey Football       | 26(2,00) | 13 | 7  | 5 | 1  | 45 | 17 | +28  |
| 3    | AJ Auxerre/Stade Auxerrois | 26(2,00) | 13 | 8  | 2 | 3  | 42 | 16 | +26  |
| 4    | AS Châtenoy                | 24(1,85) | 13 | 7  | 3 | 3  | 31 | 15 | +16  |
| 5    | Dijon FCO rés.             | 23(1,77) | 13 | 7  | 3 | 3  | 48 | 12 | +36  |
| 6    | FC Vesoul                  | 20(1,54) | 13 | 6  | 2 | 5  | 34 | 32 | +2   |
| 7    | AS Mellecey-Mercurey       | 16(1,23) | 13 | 5  | 1 | 7  | 34 | 30 | +4   |
| 8    | US Villers-les-Pots        | 13(1,00) | 13 | 4  | 1 | 8  | 21 | 42 | -21  |
| 9    | Louhans-Cuiseaux FC        | 6(0,46)  | 13 | 2  | 0 | 11 | 10 | 42 | -32  |
| 10   | ASM Belfort                | 0(0,00)  | 13 | 0  | 0 | 13 | 8  | 93 | -85  |

|  | Relégation en Régional 2.                                                                                          |
|  | Pts points ; G victoires ; N match nuls ; P défaites Bp buts marqués ; Bc buts encaissés ; Diff différence de buts |

En cas d'égalité au niveau du quotient points par matchs joués, le départage s'effectue sur le critère de l'esprit sportif. Sur ce critère, Is Selongey Football a 8 points et l'AJ Auxerre/Stade Auxerrois a 21 points ce qui explique qu'Is Selongey Football termine devant.

#### Coupe de France
L'AJ Auxerre/Stade Auxerrois entre en lice au premier tour de la Ligue de Bourgogne-Franche-Comté en Coupe de France féminine.
| 1er tour                         | AS Mellecey-Mercurey (R1) | 1 - 1 2 - 3 t. a. b. | AJ Auxerre/Stade Auxerrois |                                 |                                 |
| Dimanche 29 septembre 2019 15:00 |                           |                      |                            | Stade du Champ Ladoit, Mercurey | Stade du Champ Ladoit, Mercurey |
| Dimanche 29 septembre 2019 15:00 | Tirs au but 2 - 3         |                      |                            | Stade du Champ Ladoit, Mercurey | Stade du Champ Ladoit, Mercurey |

| 2e tour                        | Bresse Jura Foot (R2) | 0 - 7 | AJ Auxerre/Stade Auxerrois |                              |                              |
| Dimanche 13 octobre 2019 15:00 |                       |       |                            | Stade communal, Commenailles | Stade communal, Commenailles |

| Finale régionale               | Is Selongey Football (R1) | 1 - 2 | AJ Auxerre/Stade Auxerrois |                               |                               |
| Dimanche 3 novembre 2019 14:30 |                           |       |                            | Stade de Courvelles, Selongey | Stade de Courvelles, Selongey |

| 1er tour fédéral                | AJ Auxerre/Stade Auxerrois | 1 - 2 | RC Strasbourg Alsace (R1) |                                               |                                               |
| Dimanche 24 novembre 2019 14:30 |                            |       |                           | Stade de l'Abbé-Deschamps (annexe 3), Auxerre | Stade de l'Abbé-Deschamps (annexe 3), Auxerre |